# Polyamia yavapai
Polyamia yavapai är en insektsart som beskrevs av Leonard D. Tuthill 1930. Polyamia yavapai ingår i släktet Polyamia och familjen dvärgstritar. Inga underarter finns listade i Catalogue of Life.